# Jessica Williams (actrice)
Pour les articles homonymes, voir Jessica Williams et Williams.
Jessica Williams, née le 31 juillet 1989 dans le comté de Los Angeles, en Californie, est une actrice et humoriste américaine, ancienne chroniqueuse dans The Daily Show.

## Débuts
Jessica Renee Williams grandit à Los Angeles. Elle étudie au Nathaniel Narbonne High School où elle fait ses preuves dans la section théâtre du lycée. Elle obtient son premier rôle récurrent à la télévision dans la série Just for Kicks de Nickelodeon en 2006 et devient en 2012 la plus jeune chroniqueuse de l’émission The Daily Show. Elle étudie à l’université d'État de Californie à Long Beach. Un test ADN a permis de lui découvrir une ascendance aux bamilékés du Cameroun.

## Carrière
Jessica William fait ses débuts au Daily Show le 11 janvier 2012. Elle se produit régulièrement comme humoriste au Upright Citizens Brigade Theatre à Los Angeles. Elle apparaît également dans la saison 3 de la série Girls. Elle réside actuellement à Brooklyn et à Los Angeles. Elle fait une apparition dans le film People Places Things. Elle est présentatrice du podcast comique 2 Dope Queens avec Phoebe Robinson. Sa dernière apparition dans le Daily Show date du 30 juin 2016. Elle est l’actrice principale du film The Incredible Jessica James produit par Netflix, dans lequel elle joue un personnage décrit par le Guardian comme « une dramaturge en galère à Brooklyn qui navigue les eaux tumultueuses de la romance moderne tout en attendant impatiemment son premier succès ». Elle apparaît brièvement dans Les Animaux fantastiques : Les Crimes de Grindelwald dans le rôle du professeur Eulalie « Lally » Hicks, puis de manière bien plus importante dans Les Animaux fantastiques : Les Secrets de Dumbledore.
En 2019, elle joue le rôle de Miss Fine dans le film Booksmart de Netflix.
Entre 2016 et 2018, elle tient le podcast 2 Dope Queens (en) avec Phoebe Robinson (en).

## Filmographie

### Cinéma
- 2017 : The Incredible Jessica James (The Incredible Jessica James) de Jim Strouse : Jessica James
- 2022 : Les Animaux fantastiques : Les Secrets de Dumbledore (Fantastic Beasts : The Secrets of Dumbledore) de David Yates : Eulalie « Lally » Hicks
- 2022 : Entergalactic de Fletcher Moules : Meadow (voix)
- 2024 : Road House de Doug Liman

### Télévision

#### Séries télévisées
- 2006 : Just for Kicks : Vida Atwood (13 épisodes)
- 2010 : UCB Comedy Originals : Serena Williams (5 épisodes)
- 2012 : CollegeHumor Originals : la fille du cinéma / chanteuse de chorale
- 2014 : Girls : Karen (4 épisodes)
- 2022 : Love Life : Mia Hines (10 épisodes)
- 2022 : Shrinking : Gaby

#### Séries d'animation
- 2021 : J'adore Arlo : Maire Elena (7 épisodes)

#### Téléfilms
- 2010 : This Show Will Get You High
- 2011 : Bath Boys Comedy : la demoiselle jamaïcaine

#### Émissions télévisées
- 2012–2016 : The Daily Show : personnages divers (6 épisodes)